# As We May Think
As We May Think este un eseu scris de Vannevar Bush, publicat în The Atlantic Monthly în iulie 1945.  Eseul a prezis tehnici noi, inclusiv hipertext, computer personal, Internet, World Wide Web, recunoaștere vocală și enciclopedii online precum Wikipedia.

## Legături externe
- Bush, Vannevar (iulie 1945). „As We May Think”. The Atlantic.
- Video archive of Oct 12-13 1995 MIT/Brown Symposium on the 50th Anniversary of As We May Think
- "As We May Think"  - A Celebration of Vannevar Bush's 1945 Vision, at Brown University
- Computing Pages by Francesc Hervada-Sala - "As We May Think" by Vannevar Bush Arhivat în 17 iulie 2011, la Wayback Machine.